# アルカディアの衣装を着たサスキア
『アルカディアの衣装を着たサスキア』（アルカディアのいしょうをきたサスキア、蘭: Portret van Saskia van Uylenburgh in arcadisch costuum、英: Saskia van Uylenburgh in Arcadian Costume）は、オランダ絵画黄金時代の巨匠レンブラント・ファン・レインが1635年にキャンバス上に油彩で制作した絵画である。『フローラとしてのサスキア』（蘭: 
Saskia van Uylenburgh als Flora、英: Saskia van Uylenburgh as Flora）という題名でも知られる。画面下部左側に「Rem(b).a... / 1635」という画家の署名と制作年が記されている。作品は1938年にアート・ファンドの援助で購入されて以来、ロンドン・ナショナル・ギャラリーに所蔵されている。

## 概要

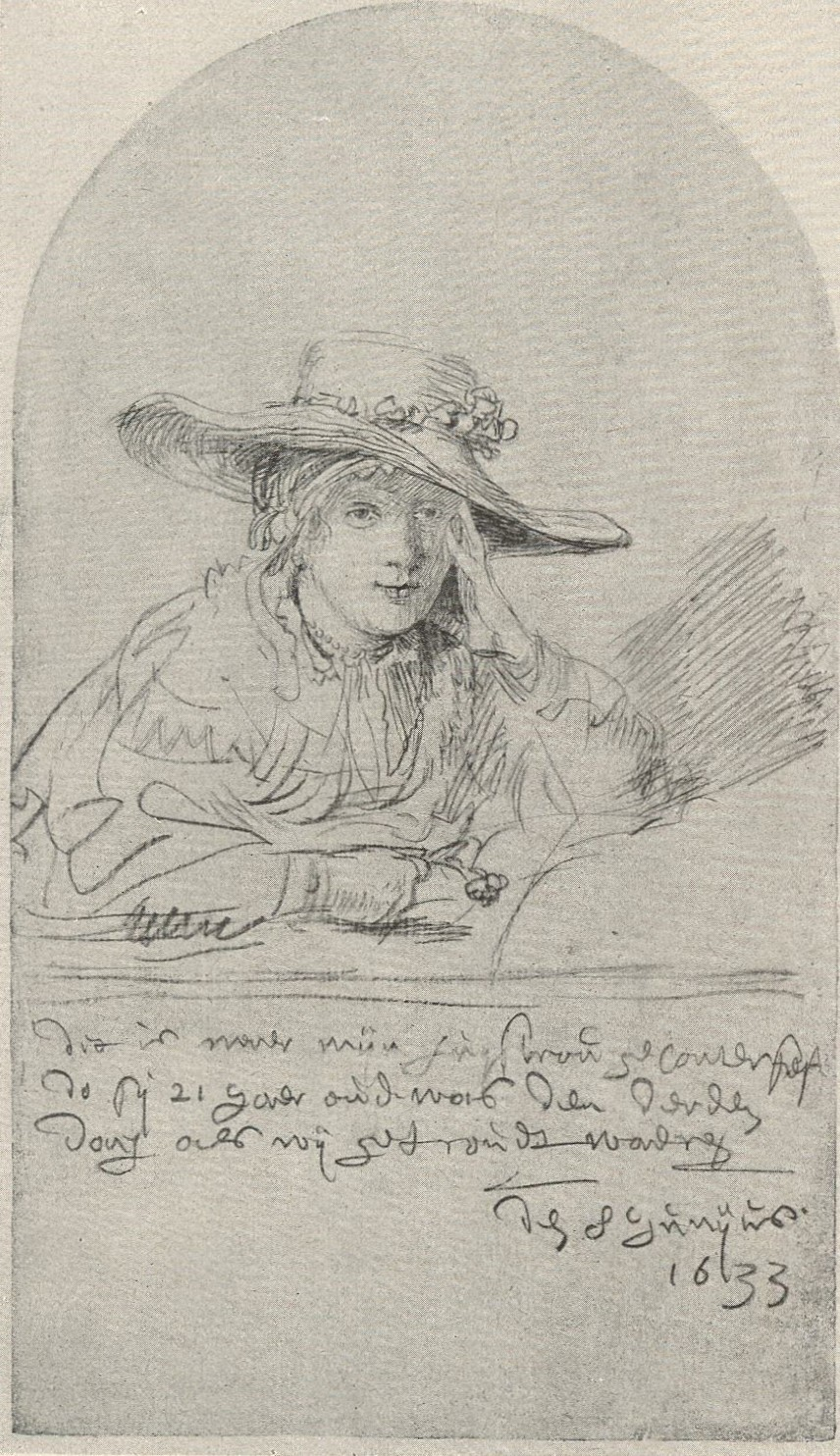
レンブラントの素描『サスキア・ファン・アイレンブルフ』 (1633年)、ベルリン国立版画素描館

この作品に見られる7分身像の構図や庭園を暗示するような暗い背景は、当時の肖像画の定型である。描かれている女性はベルリン国立版画素描館にあるレンブラントの素描との類似性により、伝統的にレンブラントの妻サスキア・ファン・アイレンブルフであるとされてきた。しかしながら、本作は現実の肖像画というより、牧歌的、あるいはローマ神話的な女性のイメージを表したものである。
作品のX線画像は、レンブラントがもともと別の主題を描くつもりであったことを示している。画面右側の端に2人目の人物像が見え、本来の主題は「ホロフェルネスの首を持つユディト」であったことが明らかになった。ちなみに、レンブラントは、本作が描かれた前年 (1634年) に『ホロフェルネスの饗宴におけるユディト』 (プラド美術館、マドリード) を描いている。

## 作品

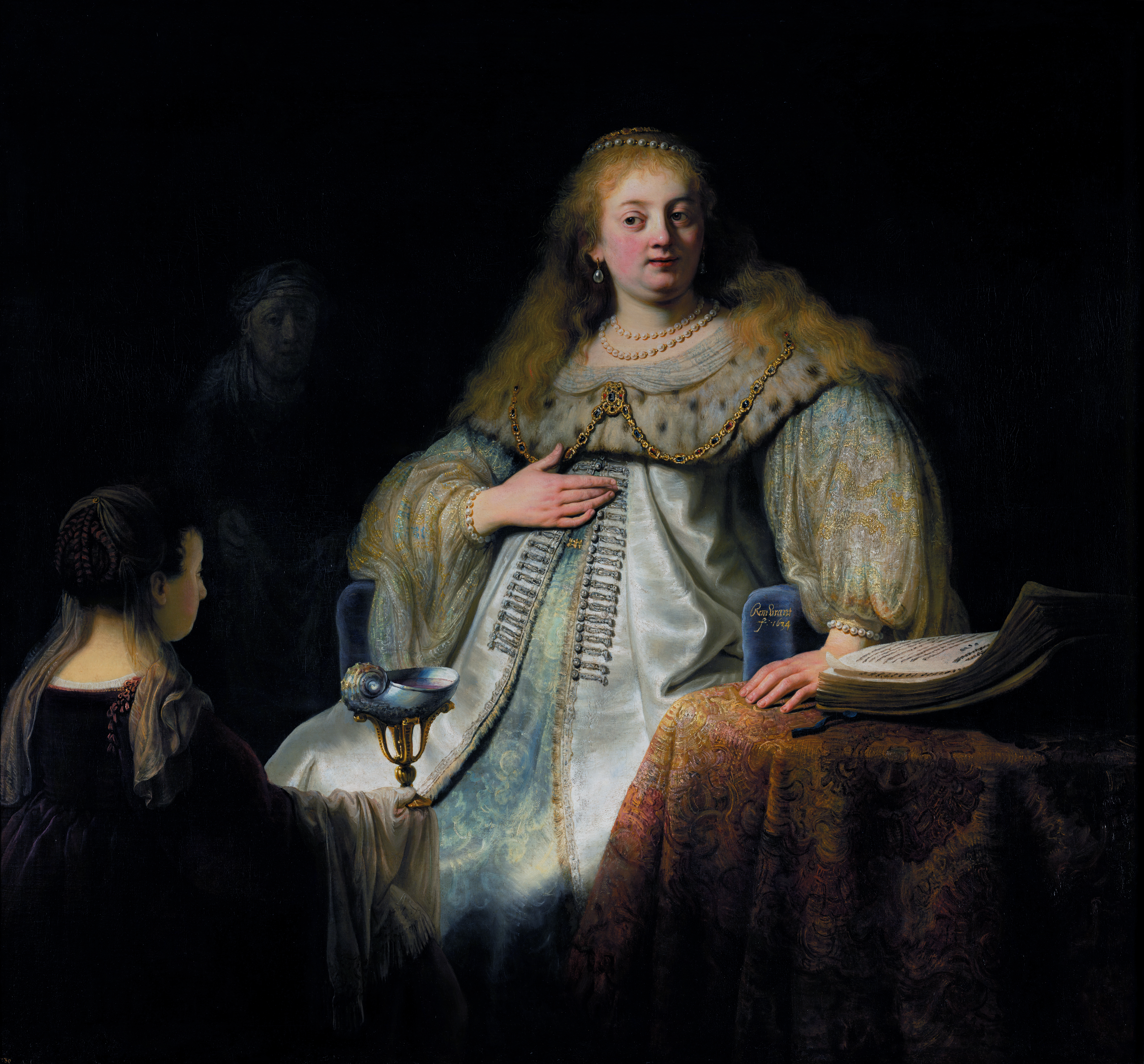
レンブラント『ホロフェルネスの饗宴におけるユディト』 (1634年)、プラド美術館、マドリード

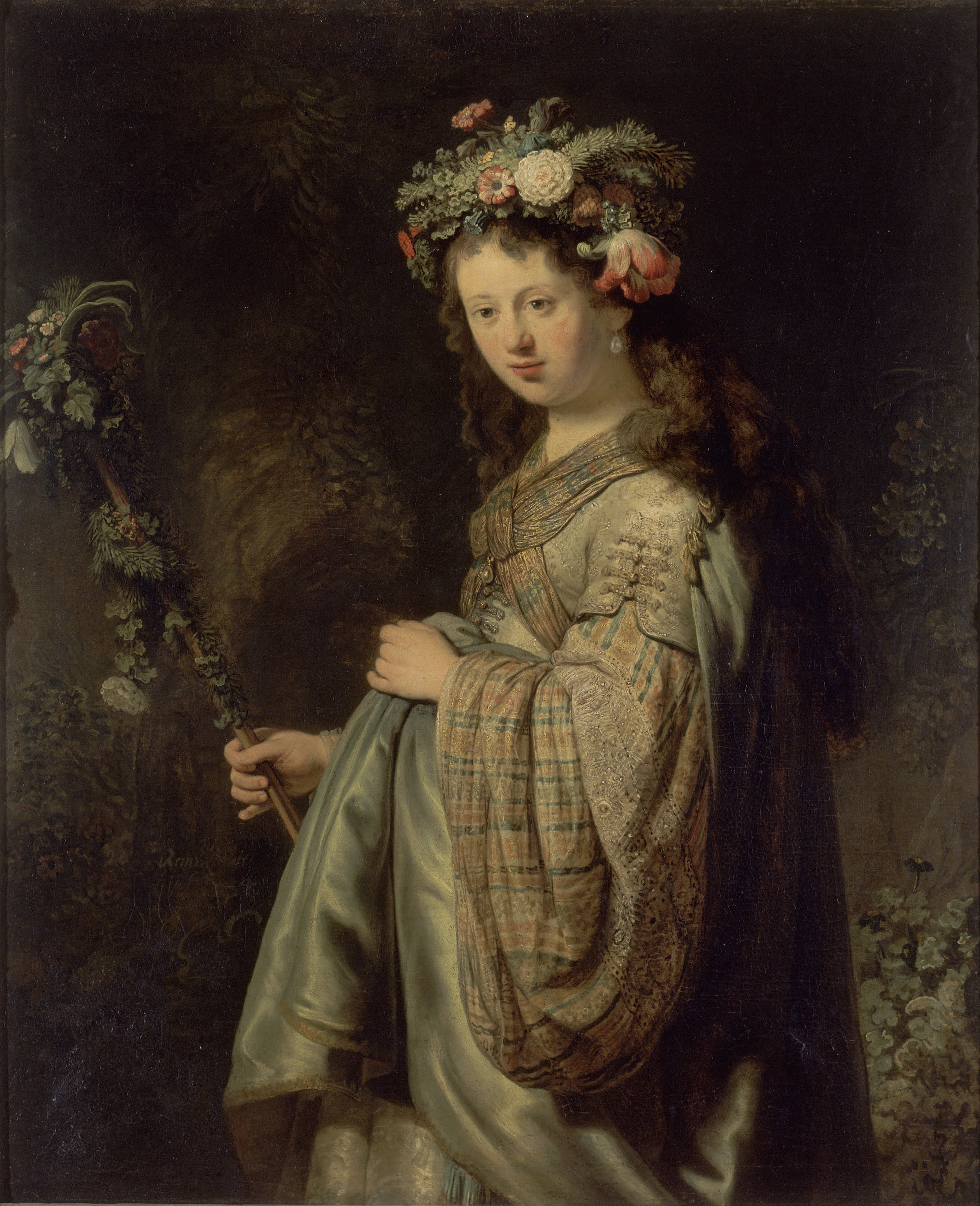
レンブラント『フローラ』 (1634年)、エルミタージュ美術館、サンクトペテルブルク

この作品が描かれた時、モデルとされるサスキアは23歳で、レンブラントと結婚して1年が経過していた。彼女は、アルカディアの衣装を着た女性羊飼いに扮装した姿で表されている。大きく胸を開けたドレスは、官能的な羊飼いという類型にかなったものである。花の巻かれた杖も、牧羊杖を思わせる。当時のオランダでは牧歌的文学が人気を博し、1630年ごろから貴婦人や門閥の人々が羊飼いに扮した自身の肖像を描かせ始めるようになっていた。レンブラントがサスキアにこの奇抜な着想を適用したのも彼女の高い出自 (レーワルデン市長の娘) ゆえだったのかもしれない。
サスキアはゆったりと膨らんだ、刺繡のある亜麻布と絹のドレスを身に着けているが、この豪華なドレスは17世紀当時のものでも、レンブラントの時代のものでもない。これはルネサンス時代のドレスで、描かれる主題の時代に関係なく、レンブラントが親しい人物の肖像や聖書の場面を描きたいと望んだ時に好んで用いたものである。この衣装は、作品に詩的意味合いを付与している。
本作は、ローマ神話に登場する春と豊饒の花の女神フローラを表しているとも考えられる。実際、サスキアは左手に溢れるばかりのプリムラ、チューリップ、バラなどの花を持っている。これは、差し伸ばした右手で杖を支えるポーズとともにルネサンス期以来、フローラの基本的な姿として多くの画家たちに継承されてきたものである。フローラという主題は、新婚夫婦の子供への期待をも表したものでもあった。レンブラントは前年の1634年にも別の『フローラ』 (エルミタージュ美術館、サンクトペテルブルク) を描いているが、本作はポーズも全体の印象も堂々とした豊かさを感じさせる。
しかし、この絵画は別の側面を持っている可能性もある。サスキアは、単なる装飾品としてではなく身体を支えるように杖を強く握っており、花を持つ手はその重みでこわばっている。さらに、彼女は不具合からやや身をのけぞらせているようにも見える。ドレスの腰の下に下げられている鎖は鑑賞者の視線を彼女の腹部に向ける。一方、彼女の顔はかすかな微笑みで生き生きとしている。サスキアがこの絵画のモデルになった時、妊娠していて、レンブラントが彼女を妊婦として表したという可能性は排除できない。
本作が誰のために描かれたかはわかっていない。1656年に作成されたレンブラントの財産目録にこの種の絵画が記載されていないところを見ると、本作は売却されたか贈答されたのであろう。一般的なフローラ像が17世紀の美術市場で広い販路を持っていたこともわかっている。レンブラントがエルミタージュ美術館の『フローラ』と本作をあくまでも肖像画としてではなく「フローラ」を表すものとして売却したのだとしたら、これらの作品は古典的な女神像としては異例なほど世俗的に描かれている。1630年代のレンブラントは、人間的側面を強調した物語画を得意なものとするようになっていったのである。